# Dawson County (Montana)
Dawson County is een county in de Amerikaanse staat Montana.
De county heeft een landoppervlakte van 6.146 km² en telt 9.059 inwoners (volkstelling 2000). De hoofdplaats is Glendive.